# Partido de Suipacha
Suipacha es uno de los 135 partidos de la provincia argentina de Buenos Aires.
Tiene 943,87 km². Se encuentra a 126 km de Ciudad Autónoma de Buenos Aires. Su cabecera es la ciudad de Suipacha.

## Límites
Al norte con los partidos de Carmen de Areco, San Andrés de Giles y Chacabuco; al este con el partido de Mercedes, al sur con el partido de Navarro y al oeste con el partido de Chivilcoy.

## Historia
Lo que sería el Partido de Suipacha pertenecía a los partidos de Mercedes, San Andrés de Giles, Carmen de Areco, Chivilcoy y Navarro, formando parte de la Sección de Areco.
El Partido se crea por ley del 24 de octubre de 1864, y límites por decreto del 24 de febrero de 1865.
El nombre homenajea la 1.ª batalla ganada por Argentina en la Guerra de la Independencia, en territorio de Bolivia (Alto Perú) el 7 de noviembre de 1810 entre el Ejército realista y las fuerzas del General Antonio González Balcarce.
La defensa de los pueblos originarios a la usurpación de sus tierras, luego de la Revolución de Mayo, adquirió fuerza y los gobiernos debieron ocuparse de las líneas de frontera hasta el río Salado.
- 1752 1.er. Fortín de Luján (actual Mercedes), a orillas del río homónimo
- 1771 Fortín Areco, sobre el río Luján y su afluente el Arroyo de los Leones
- 1826, con los fortines y la ley de enfiteusis de Rivadavia, llegan pobladores:  Samuel Bishop, José Viñas, Mariano Cruz, Blas Pico, José Ferreyra, Norberto Martínez, Pedro Veloz, Santiago Rojas, Antonio Suárez, Juan Bautista Rodríguez, Segundo Costa, Pablo Martínez, Toribio Freire, Benito Baldivares, Baltazar Witt, Saturnino Unzué, Pedro Mones Ruiz.
- 1860, se compran las tierras donde se formaría el pueblo Pascual Suárez
- 1864, se crea el partido
- 1866, FF.CC del Oeste entre Mercedes y Chivilcoy, formando varias estaciones
- 28 de marzo de 1870, el Gobierno aprueba el proyecto de que la parroquia de "Carmen de Areco" tendría jurisdicción sobre Suipacha
- 1875, iglesia junto a la estación Freire. Los nuevos dueños de las tierras, Rosario Suárez y su esposo Basilio Labat, solicitan al Gobierno la formación de un pueblo en los terrenos de su propiedad, contiguos en la estación Freire. Adjuntaron cartas levantadas por el agrimensor Pedro Saubidet
- 28 de agosto de 1875, se aprueba la formación del pueblo Suipacha.
- 24 de septiembre de 1875, el Gobierno aprueba la traza del pueblo, quedando por ley fundado el pueblo, adscripto a Mercedes.
- 31 de mayo de 1879, el Gobierno da un decreto declarando cabecera de Partido a Suipacha
- 1881 dos escuelas públicas primarias
- 11 de octubre de 1973, por ley 8105 se la declara ciudad

## Localidades del partido
- Suipacha 8403 hab.
- General Rivas 478 hab.
- Román Báez

## Población
- Población 1991: 8,038 habitantes (Indec, 1991)
- Población 2001: 8,904 habitantes (Indec, 2001)
- Población 2010: 10,081 habitantes (Indec, 2010)
- Conforme a la información obtenida en el censo realizado en el año 2010, el total de la población suipachense asciende a 10.081 habitantes, habiéndose incrementado en 1177 personas respecto al censo anterior (2001); lo que determina densidad poblacional de 10.5 habitantes por kilómetro cuadrado.

Al momento del censo Suipacha contaba con 4962 hombres y 5035 mujeres.
Según los resultados definitivos del censo de 2022 la población del partido alcanza los 11.786 habitantes.

## Nómina de Intendentes, Interventores y Comisionados Municipales desde 1891 a 2023
1* 1891 a 1893 - Albino Rodríguez (Partido Autonomista Nacional)
2* 1894 a 1895 - Rafael Bernal (Partido Autonomista Nacional)
3* 1896 a 1898 - Federico Mones Ruíz (Partido Autonomista Nacional)
4* 1899 a 1906 - Román Báez (Partido Autonomista Nacional)
5* 1907        - Antonio M. Rodríguez (Partido Autonomista Nacional)
6* 1907        - José Collado (por fallecimiento de Antonio M. Rodríguez - Partido Autonomista Nacional)
7* 1908 a 1909 - Antonio Cordoni (Partido Autonomista Nacional)
8* 1910        - Román Báez (Partido Autonomista Nacional)
9* 1911        - Emilio Meyer Pellegrini (Partido Autonomista Nacional)
10* 1912        - Arturo Chaumeil (Partido Autonomista Nacional)
11* 1913 a 1917 - León Billourou (Partido Autonomista Nacional)
12* 1917        - Arturo M. Cardoso (Partido Autonomista Nacional)
13* 1917 a 1918 - Justiniano Barrancos (Partido Autonomista Nacional)
14* 1918 a 1920 - Diego Cotter (Unión Cívica Radical)
15* 1920 a 1921 - Miguel Murray (Unión Cívica Radical)
16* 1922 a 1924 - Pedro Iribarne (Unión Cívica Radical)
17* 1925 a 1926 - Miguel Murray (Unión Cívica Radical)
18* 1927 a 1928 - Pedro Iribarne (Unión Cívica Radical)
19* 1929 a 1930 - Bernardo Zapirain (h) (Unión Cívica Radical)
20* 1930 a 1932 - Adrián C. Escobar ((Comisionado de Gobierno Militar)
21* 1932        - Vicente Urriza (Unión Cívica Radical)
22* 1932 a 1933 - Alí Pérez Ercoreca (Partido Demócrata Nacional)
23* 1933 a 1935 - Vicente Urriza (Unión Cívica Radical)
24* 1936        - Kuno Von Ifligen (Comisionado Municipal)
25* 1936 a 1940 - Alberto Billourou (Partido Demócrata Nacional)
26* 1940 a 1941 - Juan J. Moore (Comisionado Municipal)
27* 1941        - Juan P. Berri (Sección a cargo)
28* 1941        - Esteban Iribarne (Comisionado Municipal)
29* 1941 a 1942 - Kuno Von Ifligen (Comisionado Municipal)
30* 1942 a 1943 - Diego Billourou (Partido Demócrata Nacional)
31* 1943        - Jorge Billouru (Sección a cargo)
32* 1943 a 1944 - Fermín Salaverri (Comisionado Municipal)
33* 1944 a 1945 - Juan J. Moore (Sección a cargo)
34* 1945        - Antonio A. Baroni (Comisionado Municipal)
35* 1945 a 1947 - Ignacio Zapirain (Sección a cargo)
36* 1947        - Luis H. Milesi (Comisionado Municipal)
37* 1947 a 1948 - Pedro Á. Luengo (Comisionado Municipal)
38* 1948 a 1952 - Antonio A. Baroni  (Unión Cívica Radical)
39* 
- 1952 a 1954 - Oscar José Delfino (Partido Peronista)
- 1954 a 1955 - Oscar José Delfino (Partido Peronista)

40* 1955 a 1958 - Esteban Iribarne (h) (Comisionado de Gobierno Militar)
41* 1958 a 1962 - Antonio A. Baroni (Unión Cívica Radical Intransigente)
42* 1962 a 1963 - Esteban Iribarne (h) (Comisionado de Gobierno Militar)
43* 1963 a 1966 - Miguel Kevin Geoghegan (Unión Cívica Radical del Pueblo)
44* 1966        - Tte. Cnel. Héctor Toledo (Comisionado de Gobierno Militar)
45* 1966 a 1967 - Jorge Rivero (Comisionado de Gobierno Militar)
46* 1967        - Cnel. (R.E) Raúl López Pedraza  (Comisionado de Gobierno Militar)
47* 1967 a 1968 - Cap. (R.E.) Julio César Amieva (Comisionado de Gobierno Militar)
48* 1968 a 1969 - Cnel. José Emilio Vigil Monteverde (Comisionado de Gobierno Militar)
49* 1969        - Cnel. (R.E.) Raúl López Pedraza (Comisionado de Gobierno Militar)
50* 1969 a 1973 - Manuel Miguel Mujica (Comisionado de Gobierno Militar)
51* 1973 a 1976 - Oscar Edmundo López (Unión Cívica Radical)
52* 1976        - Jorge M. Almeyra (Contador Municipal a cargo de la comuna) 
53* 1976        - Cnel. Luis René Flores (Interventor Militar)
54* 1976 a 1983 - Juan Bautista Arrivillaga (Comisionado de Gobierno Militar)
55* 
- 1983 a 1987 - Miguel Kevin Geoghegan (Unión Cívica Radical)
- 1987 a 1989 - Miguel Kevin Geoghegan (Unión Cívica Radical)

56* 1989 a 1991 - Jorge Francisco Patalagoity (Concejal a cargo por renuncia de Geoghegan - Unión Cívica Radical)
57* 
- 1991 a 1995 - Juan Antonio Delfino (Frente Justicialista Federal)
- 1995 a 1999 - Juan Antonio Delfino (Frente Justicialista Federal)
- 1999 a 2003 - Juan Antonio Delfino (Concertación Justicialista para el Cambio)
- 2003 a 2007 - Juan Antonio Delfino (Partido Justicialista)
- 2007 a 2011 - Juan Antonio Delfino (Partido Justicialista)
- 2011 a 2015 - Juan Antonio Delfino (Frente Para la Victoria)

58* 
- 2015 a 2019 - Alejandro Walter Federico (Cambiemos)
- 2019 a 2023 - Alejandro Walter Federico (Juntos por el Cambio)

59* 
- 2023 a 2027 - Juan Luis Mancini (Unión por la Patria)

## Escudo de Suipacha
Por decreto del 15-05-1970 el comisionado municipal del Gobierno Militar D. Manuel Miguel Mujica requirió de la Junta de Genealogía y Heráldica de Bs.As. la creación de un escudo, que fue aprobado. Se refiere al hecho de armas que da nombre al pueblo y a la Patrona del mismo Nuestra Señora del Rosario.

## Bandera de Suipacha
Desde el 06-12-2009, el Partido de Suipacha tiene su bandera. Los integrantes de un programa de radio llamado "Planeta Skoria", presentaron en 2008 un proyecto al Intendente Municipal de Suipacha, Juan Antonio Delfino; dicho mandatario decidió darle el camino oficial al tema y se decidió generar un proyecto dando participación a la gente y darlo por terminado con la presentación de la bandera en el marco de los festejos del Bicentenario. De entre cuatro diseños, se realizó una elección y el voto popular eligió el creado por Walter Dominguez, Daniel Cuadra, Daniel Barragan y Matias Goñi.